# زیپ، از زیر کار دررو
زیپ، از زیر کار دررو (انگلیسی: Zip, the Dodger) یک فیلم کوتاه کمدی به کارگردانی و بازیگری راسکو آرباکل است که در سال ۱۹۱۴ منتشر شد.